# Astragalus swatensis
Astragalus swatensis är en ärtväxtart som beskrevs av Dieter Podlech och Zarre. Astragalus swatensis ingår i släktet vedlar, och familjen ärtväxter. Inga underarter finns listade i Catalogue of Life.